# Kaijatsaari (ö i Södra Karelen, Villmanstrand, lat 61,26, long 27,55)
Kaijatsaari är en ö i Finland. Den ligger i sjön Kuolimo och i kommunerna Savitaipale och Sankt Michel och landskapen  Södra Karelen och Södra Savolax, i den södra delen av landet, 180 km nordost om huvudstaden Helsingfors. Öns area är 10,8 hektar och dess största längd är 0,8 kilometer i sydöst-nordvästlig riktning.